# Coșereni
Coșereni è un comune della Romania di 4 499 abitanti, ubicato nel distretto di Ialomița, nella regione storica della Muntenia.